# Turiasaure
L'turiasaure (Turiasaurus, "llangardaix de Túria") és un gènere representat per una única espècie de dinosaure sauròpode, que va viure entre finals del període Juràssic o principis del període Cretaci, fa aproximadament 150 i 140 milions d'anys, des del Titonià fins al Berriasià), en el que avui és Europa. L'estudi d'un húmer d'1,79 metres de longitud i d'altres ossos del seu esquelet ha permès estimar una longitud de 37 metres i un pes d'entre 40 i 48 tones.
L'espècie fou definida després de l'estudi de restes òssies trobades en el 2003 en la localitat espanyola de Riodeva, a la província de Terol, gràcies als investigadors Rafael Royo-Torres, Alberto Cobos i Luis Alcalá, efectuant-se la seva descripció l'any 2006.
L'anàlisi filogenètica mostra que Turiasaurus es troba per fora de Neosauropoda i pertany a un nou clade, Turiasauria, al costat de Losillasaurus i galveosaure.